# Herzogin Cecilie
Le Herzogin Cecilie est un célèbre quatre-mâts barque construit en 1902 sur le chantier naval Rickmers AG (de) à Bremerhaven pour l'armement Norddeutscher Lloyd de Brême. Il a été conçu pour servir en même temps de navire-école pour l'apprentissage à la voile des cadets de la marine marchande de l'Empire allemand et de cargo à grain.
Son nom est celui de la princesse héritière Cécile de Mecklembourg-Schwerin (Cecilie en allemand), épouse de Guillaume de Prusse.
Après un échouement en juin 1936, il est démantelé par les vagues. Son épave est toujours visible à marée basse (position de la bouée de plongée50° 12′ 52,21″ N, 3° 46′ 49″ O) dans la baie de Salcombe, à l'est de Plymouth dans le comté de Devon au Royaume-Uni. Une cabine et la figure de proue sont visibles au Musée maritime d'Åland.

## Autres caractéristiques
- Coque : acier.
- Mâts : 4 mâts en acier.
- Nombre de ponts : 2 (acier sur bois).
- Figure de proue : duchesse Cécile.
- Cargaison : 4 300 tonnes.

## Histoire

### Sous pavillon de l'Empire allemand (1902-1918)

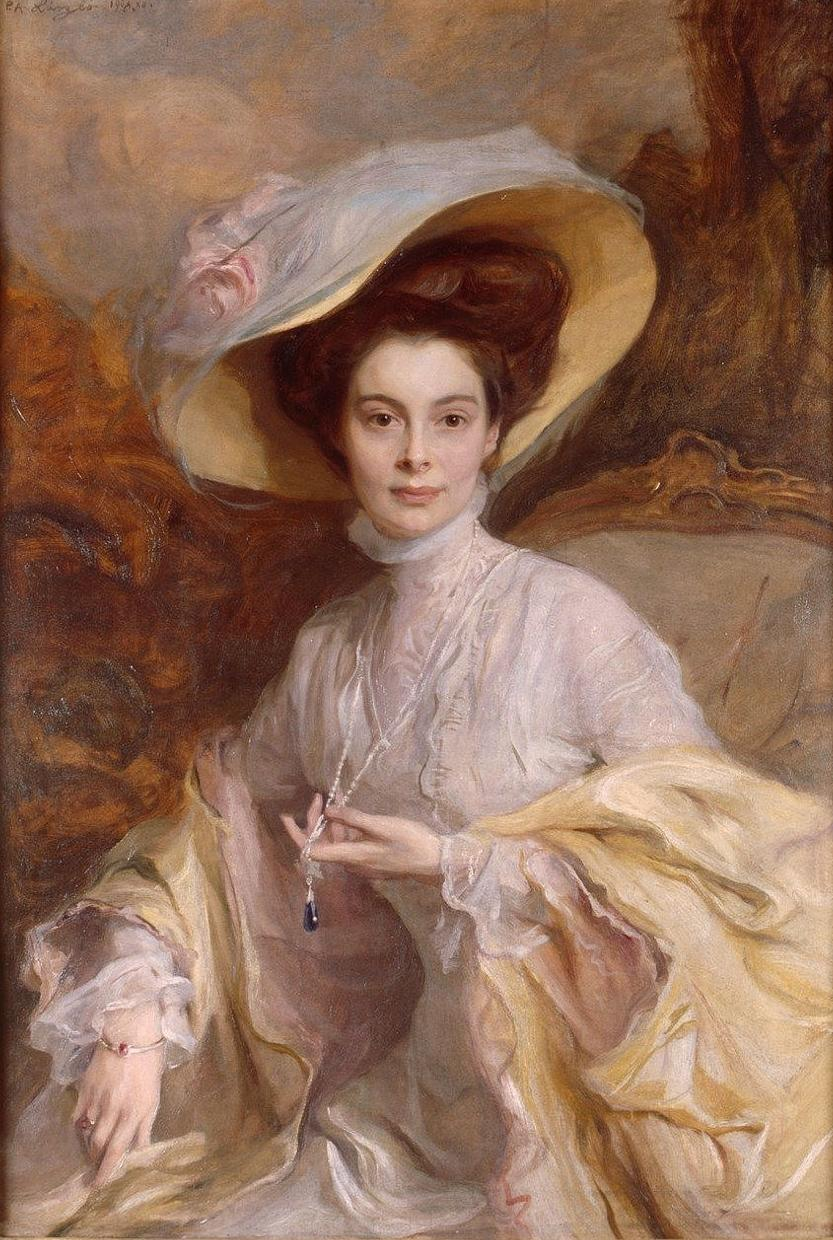
La duchesse Cécile de Mecklembourg-Schwerin.

Le Herzogin Cecilie est lancé du chantier naval de Geestemünde le 22 avril 1902 en présence de la duchesse Cécile, du grand-duc Friedrich Franz IV von Mecklenburg-Schwerin, de son oncle Johann Albrecht de Mecklembourg et du directeur-général du Norddeutscher Lloyd le Dr Heinrich Wiegand. Conformément à la tradition du NDL, la coque et les superstructures sont peintes en blanc, et en rouge sous la ligne de flottaison.
Son voyage inaugural débute le 25 juin 1902. Il part pour Astoria en Oregon en passant par le cap Horn. Dans cette région le navire rencontre des problèmes de mâture et rejoint Montevideo en Uruguay le 22 août pour y faire les réparations nécessaires. Il repart dès le 9 octobre et arrive à Astoria le 13 décembre 1902 en 66 jours.
Comme beaucoup de grands voiliers de cette époque, tels les Flying P-Liners, le Herzogin Cecilie effectuera de grandes traversées transatlantiques pour transporter le salpêtre du Chili et le blé d'Australie vers l'Europe.

### Sous pavillon du Chili (1918-1921)
Juste après le début de la Première Guerre mondiale, le Herzogin Cecilie arrive  à Herradura, au nord de la baie de Valparaiso au Chili. Après le déchargement de sa cargaison de charbon le 25 juillet 1914, il est confisqué comme prise de guerre par la marine de guerre chilienne. En novembre 1918 il est remorqué à Coquimbo pour faire partie de la marine marchande chilienne.
En octobre 1920, il part de Antofagasta pour livrer une cargaison de 3 900 tonnes de nitrate. Il arrive, au bout de 83 jours au port de Falmouth le 23 décembre. Puis il se rend à Ostende le 26 décembre pour une livraison de marchandise à Brême.
Le 26 juin 1921 le Herzogin Cecilie est remis au gouvernement français au titre des dédommagements de guerre par l'Allemagne.

### Sous pavillon de laFinlande(1921-1936)
Le 21 novembre 1921, il est vendu à l'armateur finlandais Gustaf Erikson (de). Le Herzogin Cecilie est enregistré au port de Mariehamn, sur les îles Åland à l'entrée du golfe de Botnie, en mer Baltique. Son commandement est donné à l'ancien capitaine du fameux quatre-mâts barque Lawhill. Ce navire devient le plus rapide de sa flotte. Il atteindra le record de 20,75 nœuds en 1931.
Il est désormais destiné au transport du grain d'Australie vers l'Europe. Il fera 11 fois le voyage et remportera 4 fois la « régate du blé » :
- 1927 : Port Lincoln - Queenstown (Irlande) en 98 jours avec 4 295 tonnes de blé ;
- 1928 : Port-Lincoln - Falmouth (Cornouailles) en 96 jours ;
- 1931 : Wallaroo (Australie-Méridionale) - Falmouth en 93 jours. C'est sur ce voyage que sera enregistrée une pointe de 20,75 n œuds pour une journée à 19,75 nœuds de moyenne ;
- 1936 : Wallaroo - Falmouth en 86 jours.

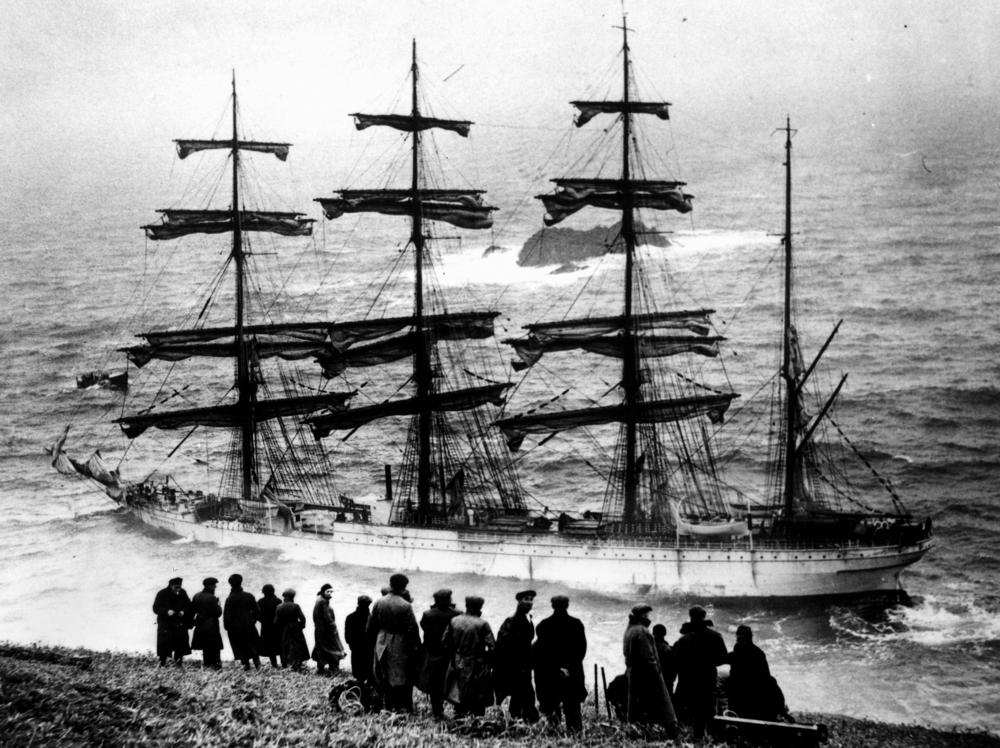
Le Herzogin Cecilie échoué sur les côtes du Devon.

Le 23 avril 1936, le Herzogin Cecilie, retour d'Australie avec 4 295 t de blé, entre en collision avec le chalutier allemand Rastede, sans subir d'avarie grave. Il relâche brièvement à Falmouth puis reprend la mer. Le 25 avril 1936, égaré dans le brouillard, il heurte l'îlot Ham Stone Rock, près de la côte du Devon, et dérive pour s'échouer au pied des falaises de Bolt Head, à l'entrée de la rivière de Salcombe. Une partie de la cargaison est récupérée, le navire allégé est provisoirement remis à flot et remorqué vers une plage à l'écart au lieu d'être mis à quai, les émanations putrides du blé mouillé en train de fermenter faisant craindre pour la santé des habitants de Salcombe. La quille se brise le 17 juillet 1936 et le navire est progressivement démantelé par les vagues.